# Grb Lihtenštajna
Grb Lihtenštajna zapravo je simbol njegove kneževske obitelji. Upotreba ovog grba dopuštena je samo članovima obitelji i državnim vlastima, a ljudi osobno to ne mogu činiti bez odobrenja ili interesa države. Grb je zapravo i prikaz povijesti kneževske kuće i prikazuje razne dijelove Europe za koje je Lihtenštajn vezan osvajanjem ili brakom.
Prva četvrtina prikazuje grb Šleske, a na drugoj se nalazi grb obitelji Kuenrig. Treću krasi grb vojvodstva Troppaua, dok četvrta prikazuje grb istočnofrizijske obitelji Cirksena i predstavljaju grofoviju Rietberg. Baza štita je grb vojvodstva Jägerndorfa. Mali zlatni i crveni štit kneževske kuće prikazan je u sredini većeg štita. Kneževska kruna nalazi se na vrhu ljubičastog plašta s hermelinskim motivom.
Mali grb kneževske obitelji može se koristiti i kao nacionalni grb, i tada se kruna nalazi direktno na štitu.